# Je'Von Evans
Malachi Jeffers (nacido el 29 de abril de 2004) es un luchador profesional mexicano. Actualmente trabaja para la WWE, donde aparece bajo el nombre en el ring Je'Von Evans en la marca NXT. Anteriormente era conocido bajo el nombre de Jay Malachi en el circuito independiente.

## Carrera en la lucha libre profesional

### Primeros años de carrera (2018-2023)
Comenzó a entrenar en 2018 con el luchador independiente LaBron Kozone en Carolina del Norte e hizo su debut el 26 de enero de 2018, a la edad de 13 años, bajo el nombre de ring Kid Blacka Merica. En enero de 2019, cambió su nombre de ring a Jay Malachi. El 21 de agosto de 2022 debutó en All Elite Wrestling (AEW) en un combate grabado para AEW Dark, donde perdió ante Fuego Del Sol. Jeffers logró su mayor éxito en el circuito independiente en Deadlock Pro-Wrestling, donde ostentó el Campeonato Mundial de DPW. Dejó vacante el título el 2 de noviembre de 2023, después de firmar con la WWE.

### WWE (2023-presente)
En noviembre de 2023, se informó que Jeffers había firmado con la WWE, donde se reportaría a la marca NXT. Hizo su debut bajo el nombre de ring Je'Von Evans en el episodio del 16 de febrero de 2024 de NXT Level Up, perdiendo ante Brooks Jensen. El 6 de abril, en NXT Stand & Deliver, se emitió un video promocionando el debut de Evans en NXT. Tres días después en NXT, Evans hizo su debut televisivo, derrotando a SCRYPTS. La semana siguiente en NXT, se enfrentó al entonces Campeón de NXT Ilja Dragunov, siendo derrotado, pero Dragunov lo apoyó después de que los dos se estrecharan la mano después del combate. En el episodio del 18 de junio de NXT, Evans ganó una batalla real de 25 hombres para ganar un combate por el Campeonato de NXT contra Trick Williams en NXT Heatwave. Más tarde esa noche, Evans fue derrotado por Ethan Page después de que Page desafiara a Evans a un combate alegando que nunca fue eliminado de la batalla real después de ser atacado por Oro Mensah. La semana siguiente, Ava convirtió la lucha por el Campeonato de  NXT en Heatwave en un combate de cuatro esquinas después de que Evans, Page y Shawn Spears (que anteriormente había derrotado a Williams en una lucha sin el título en juego) tuvieran cada uno un reclamo para una lucha por el título. En el evento del 7 de julio, Page lo cubrió para convertirse en el nuevo Campeón de NXT. En agosto, Evans derrotó a Ashante «Thee» Adonis en Speed para avanzar en el Speed Championship #1 Contender's Tournament. Recibió un pase directo a la final después de que Montez Ford y Austin Theory empataran por límite de tiempo, donde perdió ante Pete Dunne. En el episodio del 10 de septiembre de NXT, Evans perdió ante Charlie Dempsey de No Quarter Catch Crew 1-2 en un British Round Rules match por la Copa Heritage de NXT después de la interferencia externa de Wren Sinclair y Tavion Heights de NQCC. Casi al mismo tiempo, inició una alianza con Cedric Alexander, quien actuó como mentor de Evans.

## Campeonatos y logros
- Deadlock Pro-Wrestling
  - DPW World Championship (1 vez)
  - DPW Carolina Classic Tournament (2023)
- Fire Star Pro Wrestling
  - FSPW Heavyweight Championship (1 vez)
  - FSPW South Eastern Championship (1 vez)
  - FSPW Tag Team Championship (1 vez) – con Jackson Drake
- Premier Wrestling Federation
  - PWF Tag Team Championship (2 veces) – con Jackson Drake
- Pro Wrestling Illustrated
  - Ocupa el puesto n.° 95 entre los 500 mejores luchadores individuales en el PWI 500 en 2024 [16]